# Bois-des-Filion
Bois-des-Filion est une ville du Québec (Canada) située dans les Basses-Laurentides dans la municipalité régionale de comté (MRC) de Thérèse-De Blainville. À mi-chemin entre Sainte-Thérèse et Terrebonne et voisine de Lorraine et Rosemère, cette ville est à environ 20 kilomètres au nord de Montréal.
Dans cette communauté résidentielle, on pouvait voir une croix illuminée dédiée à Notre-Dame de Bois-des-Filion.

## Histoire
Quand elle a été établie en 1949, cette ville était connue sous le nom de Saint-Maurice-de-Bois-des-Filion. Ce nom vient du premier colon à s'y être installé, Antoine Feuillon dit Filion, en 1684, et de la grande érablière sur le domaine de la famille Filion.
Son nom change officiellement en 1980 pour Bois-des-Filion.
L’histoire de la municipalité située sur la Rive-Nord de Montréal a été grandement influencée par la volonté du gouvernement québécois d’y implanter une autoroute, l'autoroute 19, en partance de Montréal jusqu’à la région des Laurentides. L’objectif était de créer trois corridors autoroutiers nord-sud desservant la couronne nord de Montréal, soit la 13, la 15 et la 19.
C’est dans cette optique que des résidents de la jeune municipalité de Bois-des-Filion ont été expropriés au courant des années 1960. Par ailleurs, quatre viaducs enjambant l’autoroute 640 avaient aussi été construits en prévision du passage de l’autoroute 19 qui devait se rendre jusqu’à l’autoroute 50. Ces travaux ont causé de nombreux problèmes comme des bouchons de circulation énormes.
Or, bien que la construction soit présentement complétée entre le boulevard Henri-Bourassa à Montréal et l’autoroute 440 à Laval, les travaux la reliant jusqu’à la 640 ont été mis en veilleuse lorsque le gouvernement québécois a mis un moratoire sur le prolongement de l’autoroute 19 au milieu des années 1970.
Depuis son élection en 1993, l’ancien maire de Bois-des-Filion, Paul Larocque, multiplie les initiatives et moyens de pression auprès du Ministère des Transports du Québec afin que le parachèvement de l'autoroute 19 se concrétise dans les plus brefs délais. Sa persévérance et ses efforts portent fruits. En plus de rallier la population des Basses-Laurentides, les acteurs politiques et économiques locaux au sein d'une coalition, le maire  a obtenu la réalisation de la route 335 qui relie le boulevard Dagenais à Laval au pont Athanase-David menant à Bois-des-Filion en 1999. De plus, une nouvelle configuration des bretelles d'accès à l'autoroute 640 a été réalisée en 2007. Mais les bouchons de circulation sont encore des problèmes quotidiens pour les citoyens de Bois-des-Filion et des villes jumelles, ce problème persiste depuis près de 50 ans.

## Géographie
La rivière des Mille Îles délimite la municipalité du sud-ouest vers le nord-est. 

## Démographie
| 1991  | 1996  | 2001  | 2006  | 2011  | 2016  | 2021   |
| ----- | ----- | ----- | ----- | ----- | ----- | ------ |
| 6 337 | 7 124 | 7 712 | 8 383 | 9 485 | 9 636 | 10 159 |

## Administration
Les élections municipales se font en bloc et suivant un découpage de six districts.
| Bois-des-Filion Maires depuis 2001                                                                                   |                   |         |          |
| Élection | Maire             | Qualité | Résultat |
| 2001 | Paul Larocque     |         | Voir     |
| 2005 | Paul Larocque     | Voir    |          |
| 2009 | Paul Larocque     | Voir    |          |
| 2013 | Paul Larocque     | Voir    |          |
| 2017 | Gilles Blanchette |         | Voir     |
| 2021 | Gilles Blanchette | Voir    |          |
| Élection partielle en italique Depuis 2005, les élections sont simultanées dans toutes les municipalités québécoises |                   |         |          |

## Éducation
La Commission scolaire de la Seigneurie-des-Mille-Îles administre les écoles francophones
- École secondaire Rive-Nord
- École Le Rucher pavillon Félix-Leclerc[9]

Les écoles Le Rucher, secondaire Hubert-Maisonneuve à Rosemère, et Rive-Nord servent a la majorité des parties de la ville. L'École Marie-Soleil-Tougas à Terrebonne, l'École Le Carrefour à Lorraine, et l'École secondaire du Harfang à Sainte-Anne-des-Plaines servent les autres parties de la ville.
La Commission scolaire Sir Wilfrid Laurier administre les écoles anglophones:
- Pierre Elliott Trudeau Elementary School à Blainville[11]
- McCaig Elementary School à Rosemère
- Rosemere High School à Rosemère[12]

## Climat
Le climat de cette ville est un climat continental humide. Les hivers sont froids avec beaucoup de précipitations de neige et les étés sont chauds et humides. Il y a 4 saisons le printemps, l’été, l’automne et l’hiver.

## Anecdote
- Le groupe musical québécois Beau Dommage a utilisé le nom de la ville dans une chanson de son deuxième album Où est passée la noce ?, sorti en 1975. La  pièce d'une durée de 20:25, intitulée Un incident à Bois-des-Filion, occupe toute la face B de l'album, d'abord sorti en 33 tours.